# Antônio Galdino Guedes
Antônio Galdino Guedes (Guarabira,   — Rio de Janeiro, 12 de agosto de 1974) foi um político, membro do Ministério Público e magistrado brasileiro.

## História
Antônio Galdino Guedes nasceu em Cachoeira, distrito de Guarabira. Filho do casal Virgínio Guedes Pereira e de Mirandolina Cunha Guedes. Bacharel na Faculdade de Direito de Recife, colando grau no ano de 1910. Teve uma carreira política vitoriosa. Foi secretário da Câmara Municipal, de 15 de dezembro de 1913 a 31 de dezembro de 1914, depois se tornou Secretário da Prefeitura de 11 de janeiro de 1915 a 30 de dezembro de 1918, no mesmo período que foi delegado de Polícia de 10 de março de 1916 a 12 de novembro de 1917. Além de Promotor Público da Comarca de 13 de novembro de 1917 a 15 de setembro de 1920. Em seguida foi Promotor Público da Capital de 21 de setembro de 1920 a 12 de outubro de 1923, sendo eleito Prefeito de Guarabira de 23 de setembro de 1923 a 7 de fevereiro de 1929. Foi eleito Deputado Estadual de 1 de março de 1924 a 31 de dezembro de 1930. 
Ocupou os cargos de secretário e líder da maioria, depois presidente da Assembléia Legislativa do Estado. Dirigiu o jornal oficial “A União” e da Imprensa Oficial de 25 de novembro de 1930 a 25 de fevereiro de 1931. Depois tornou-se Juiz Federal de março de 1931 a 18 de novembro de 1937. Foi o primeiro Juiz Federal a integrar o Tribunal Regional de Justiça Eleitoral da Paraíba, tendo sido eleito o primeiro Vice-Presidente da história daquela Corte Eleitoral. 
Com a supressão da Justiça Federal em 1937, ficou em disponibilidade. No período da disponibilidade veio a ocupar o lugar de Diretor do Departamento de Educação, Secretário da Fazenda, Secretário do Interior e Interventor interino. Em 12 de maio de 1941 assumiu o exercício do cargo de juiz presidente do Tribunal Regional da Justiça do Trabalho na Bahia, no qual se manteve até julho de 1951, quando requereu e obteve aposentadoria, voltando à sua terra. No ano de 1967, por razões de saúde, mudou-se para o Rio de Janeiro, aonde faleceu a 12 de agosto de 1974.
Antônio Galdino Guedes ainda concorreu ao cargo de Senador durante as eleições de 1945, mas não conseguiu se eleger.